# جيمي كونواي
جيمي كونواي (بالإنجليزية: Jimmy Conway)‏ (8 أكتوبر 1946 بدبلن في جمهورية أيرلندا - ) هو لاعب كرة قدم أيرلندي في مركز الوسط. شارك مع منتخب جمهورية أيرلندا لكرة القدم. أما مع النوادي، فقد لعب مع بورتلاند تمبرز ومانشستر سيتي ونادي بوهيميان ونادي فولهام وبورتلاند تيمبرز وأثلون تاون ‏.

## وصلات خارجية
- جيمي كونواي على موقع قاعدة بيانات كرة القدم.إي يو (الإنجليزية)
- جيمي كونواي على موقع ناشيونال فوتبول تيمز (الإنجليزية)